# Michiel Elijzen
Michiel Elijzen (Culemborg, 31 augustus 1982) is een voormalig Nederlands wielrenner. Hij reed voor onder meer Rabobank, Cofidis en Lotto.
Elijzen startte zijn loopbaan bij wielervereniging Ede, waar al vrij vlot duidelijk werd dat hij zich onderscheidde door zijn klimvermogen. Later in zijn loopbaan ontwikkelde hij zich tot een echte klassiekerrenner.
Van 2002 tot en met 2005 heeft hij voor de opleidingsploeg van Rabobank gereden. Vanaf 2006 reed hij bij de profs voor het Franse Cofidis waarvoor hij twee seizoenen actief zou zijn.
Op de dag van zijn overwinning in de proloog van de ENECO Tour 2007 werd bekend dat Elijzen een eenjarig contract had getekend voor de Rabobank. Na één jaar Rabobank, kwam hij sinds begin 2009 uit voor Silence - Lotto, in 2010 Omega Pharma-Lotto.
Aan het einde van 2010 was al snel bekend dat hij geen nieuw contract zou krijgen bij Omega Pharma. Uiteindelijk besloot Elijzen om zijn loopbaan als wielrenner te beëindigen toen bleek dat hij niet elders aan de slag kon. In 2011 en 2012 was hij ploegleider bij Omega Pharma-Lotto en diens opvolger Lotto-Belisol later zal Elijzen deze rol bij Rabobank gaan vervullen.

## Belangrijkste resultaten
2004
- 1e - Omloop der Vlaamse Gewesten amateurs/beloften

2005
- 1e - 2e etappe deel A Triptyque des Monts et Châteaux
- 3e - Omloop van het Waasland
- 5e - Nederlands kampioenschap tijdrijden

2007
- 1e - Proloog ENECO Tour
- 1e - Duo Normand (samen met Bradley Wiggins)
- 2e - Nederlands kampioenschap tijdrijden

2008
- 5e - Nederlands kampioenschap tijdrijden

2009
- 2e - Proloog Delta Tour Zeeland
- 2e - Proloog Tour de l'Ain

## Resultaten in voornaamste wedstrijden
| Jaar | Ronde van Italië | Ronde van Frankrijk | Ronde van Spanje |
| ---- | ---------------- | ------------------- | ---------------- |
| 2006 |                  |                     |                  |
| 2007 |                  |                     |                  |
| 2008 |                  |                     |                  |
| 2009 |                  |                     |                  |
| 2010 | 111e             |                     |                  |

| Jaar | Milaan-San Remo | Gent-Wevelgem | Ronde van Vlaanderen | Parijs-Roubaix |  | Wereldranglijsten |
| ---- | --------------- | ------------- | -------------------- | -------------- |  | ----------------- |
| 2006 |                 |               |                      | opgave         |  |                   |
| 2007 | 160e            | 110e          | opgave               | opgave         |  | 195e (UPT)        |
| 2008 |                 | 181e          |                      |                |  |                   |
| 2009 |                 | 26e           |                      | opgave         |  |                   |
| 2010 | opgave          |               |                      |                |  |                   |

## Columns
Naast zijn prestaties op de fiets schreef Elijzen columns over de wielersport. Zo was hij vaste columnist in het tijdschrift Wieler Revue. Verder hield de renner tijdens de Giro van 2010 een dagboek bij op de site van zijn ploeg Omega Pharma - Lotto.